# Laschen (Pillkallen)
Laschen (litauisch Lašai) ist ein verlassener Ort im Rajon Krasnosnamensk der russischen Oblast Kaliningrad.
Die Ortsstelle befindet sich drei Kilometer südwestlich von Dobrowolsk (Pillkallen/Schloßberg) und ist von dort über eine Nebenstraße zu erreichen.

## Geschichte

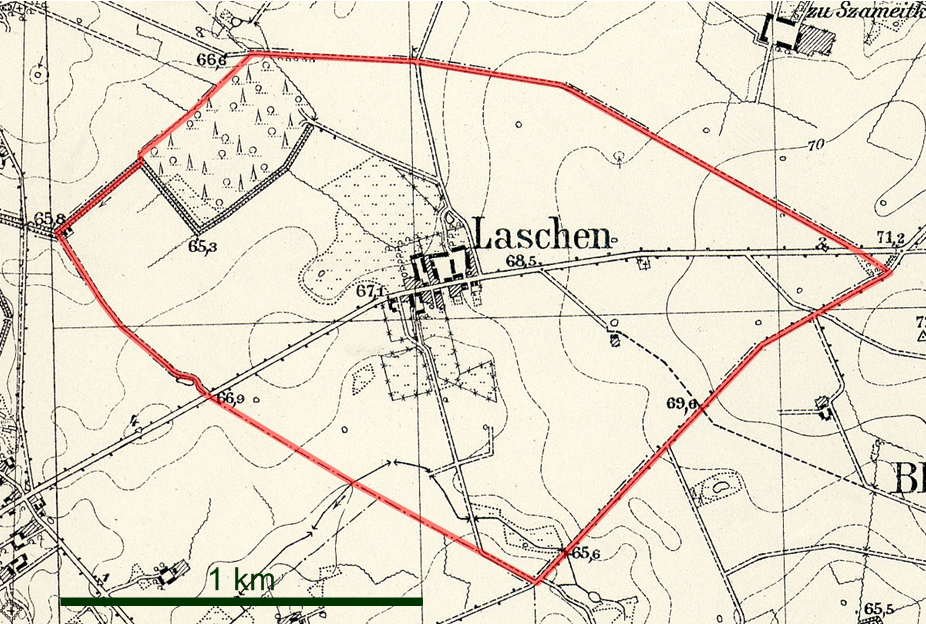
Die Landgemeinde Laschen auf einem Messtischblatt von 1933

Der Ort wurde seit 1640 erwähnt und zuerst mit Laszey, Laschey und Laaschen bezeichnet. Um 1780 war Laschen ein meliertes Dorf. 1874 wurde die Landgemeinde Laschen in den neu gebildeten Amtsbezirk Uszpiaunen im Kreis Pillkallen eingegliedert. 1945 kam der Ort in Folge des Zweiten Weltkrieges mit dem nördlichen Ostpreußen zur Sowjetunion. Einen russischen Namen erhielt er nicht mehr.

### Einwohnerentwicklung
| Jahr | Einwohner |
| ---- | --------- |
| 1867 | 56        |
| 1871 | 61        |
| 1885 | 61        |
| 1905 | 70        |
| 1910 | 72        |
| 1933 | 65        |
| 1939 | 52        |

## Kirche
Laschen gehörte zum evangelischen Kirchspiel Pillkallen.